# Ramsayellus turbulentus
Ramsayellus turbulentus är en kvalsterart som först beskrevs av Sandór Mahunka 1984.  Ramsayellus turbulentus ingår i släktet Ramsayellus och familjen Humerobatidae. Inga underarter finns listade i Catalogue of Life.